# لويس أراغونيس
خوسيه لويس أراغونيس سواريز مارتينيز (بالإسبانية: Luis Aragonés)‏، (28 يوليو 1938 - 1 فبراير 2014) في مدريد في إسبانيا، لاعب كرة قدم ومدرب إسباني سابق.

## مسيرته كلاعب
بدأ مسيرته الكروية مع نادي خيتافي في موسم 1957/1958، وفي عام 1958 انتقل إلى نادي ريال مدريد، ولعب معهم حتى عام 1961، وفي موسم 1958/1959 أعير إلى نادي ريكرياتيفو هويلفا، وفي موسم 1959/1960 أعير إلى نادي هيركولس، وفي عام 1960 أعير إلى نادي بلوس ألترا، وفي موسم 1960/1961 انتقل إلى نادي ريال أوفيدو، ولعب معهم 13 مباراة وسجل 4 أهداف، وفي عام 1961 انتقل إلى نادي ريال بيتيس، ولعب معهم حتى عام 1964، وشارك معهم في 86 مباراة وسجل 33 هدف، وفي عام 1964 انتقل إلى نادي أتلتيكو مدريد، ولعب معهم حتى عام 1974، وشارك معهم في 265 مباراة وسجل 123 هدف.
لعب مع منتخب إسبانيا لكرة القدم منذ عام 1965 وحتى عام 1972، وشارك معهم في 11 مباراة وسجل 3 أهداف.

## مسيرته كمدرب

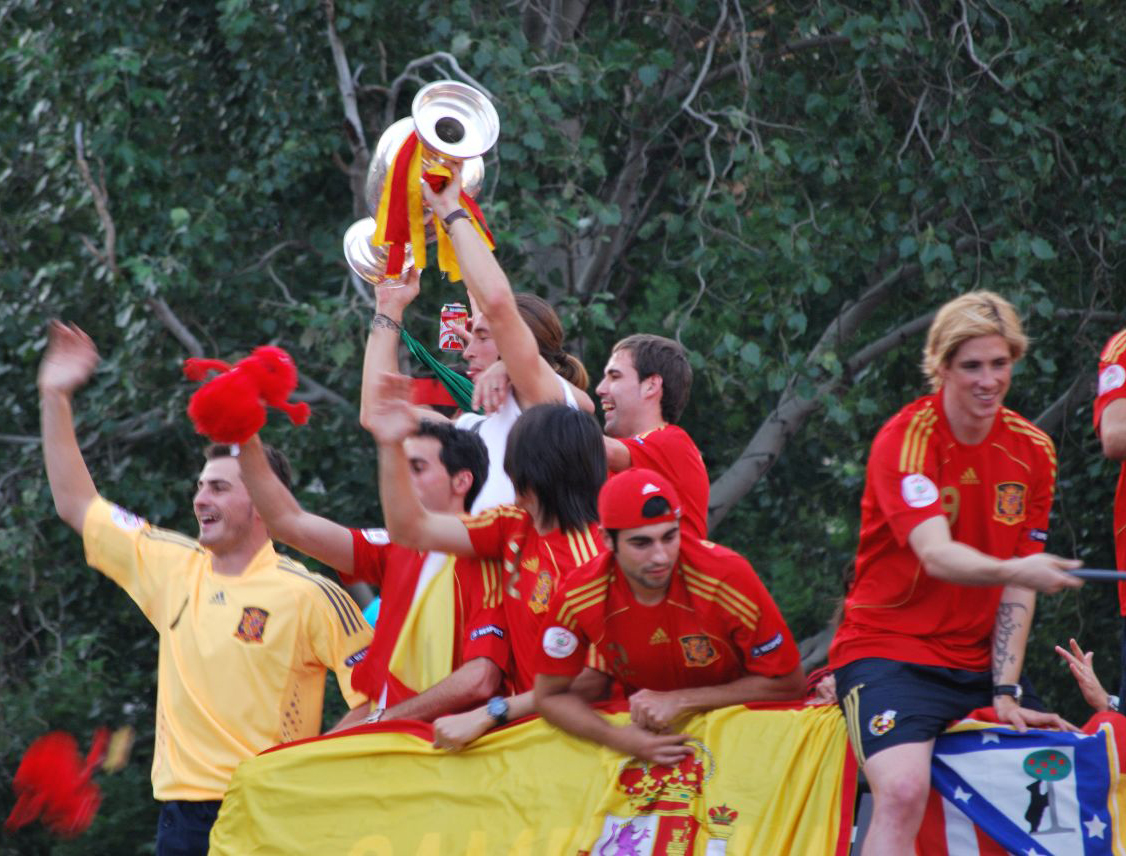
فرناندو توريس، إيكر كاسياس، راؤول ألبيول وأعضاء آخرون من المنتخب الإسباني لكرة القدم يحتفلون بفوز إسبانيا ببطولة كأس الأمم الأوروبية 2008

بدأ مسيرته التدريبية مع نادي أتلتيكو مدريد في عام 1974، ودربهم حتى عام 1980، وفي موسم 1981/1982 درب نادي ريال بيتيس، وفي عام 1982 انتقل إلى تدريب نادي أتلتيكو مدريد، ودربهم حتى عام 1987، وفي موسم 1987/1988 درب نادي برشلونة، وفي موسم 1990/1991 درب نادي إسبانيول، وفي عام 1991 انتقل إلى تدريب نادي أتلتيكو مدريد، ودربهم حتى عام 1993، وفي عام 1993 انتقل إلى تدريب نادي إشبيلية، ودربهم حتى عام 1995، وفي عام 1995 انتقل إلى تدريب نادي فالنسيا، ودربهم حتى عام 1997، وفي موسم 1997/1998 درب نادي ريال بيتيس، وفي موسم 1999/2000 درب نادي ريال أوفيدو، وفي موسم 2000/2001 درب نادي مايوركا، وفي موسم 2002/2003 درب نادي أتلتيكو مدريد، وفي موسم 2003/2004 درب نادي مايوركا، ومنذ عام 2004 إلى عام 2008 وهو يدرب منتخب إسبانيا لكرة القدم، وقد قادهم إلى الفوز بكأس الأمم الأوروبية لكرة القدم 2008. ثم انتقل في يوليو 2008 إلى تدريب نادي فنربخشه التركي قبل ان يعلن انتهاء مسيرته في 2009.

## إنجازاته

### إنجازاته كلاعب
- الدوري الإسباني
  - (1966/1965)
  - (1970/1969)
  - (1973/1972)
- كأس ملك إسبانيا
  - (1965/1964)
  - (1972/1971)

### إنجازاته كمدرب
- بطولة أمم أوروبا
  - 2008
- الدوري الإسباني
  - (1977/1976)
- كأس ملك إسبانيا
  - (1976/1975)
  - (1985/1984)
  - (1992/1991)
- كأس السوبر الإسباني
  - 1985

## وفاته
توفي في الأول من فبراير 2014 عن عمر يناهز 75 عاماً في مستشفى في العاصمة الإسبانية مدريد، بعد أن عانى من مرض خلال الفترة السابقة.

## روابط خارجية
- لويس أراغونيس على موقع IMDb (الإنجليزية)

- لويس أراغونيس على موقع الاتحاد الدولي (مؤرشف)  (الإنجليزية)
- لويس أراغونيس على موقع قاعدة بيانات كرة القدم.إي يو (الإنجليزية)
- لويس أراغونيس على موقع ناشيونال فوتبول تيمز (الإنجليزية)